# Hyphydrus pictus
Hyphydrus pictus är en skalbaggsart som beskrevs av Johann Christoph Friedrich Klug 1834. Hyphydrus pictus ingår i släktet Hyphydrus och familjen dykare. Inga underarter finns listade i Catalogue of Life.